# Der Mustergatte (1956)
Der Mustergatte, auch Kann ein Mann sooo treu sein…, ist eine deutsche Komödie aus dem Jahr 1956. Der Film  hatte am 18. September 1956 in Bad Cannstatt Premiere. Es handelt sich um eine Neuverfilmung von Der Mustergatte aus dem Jahr 1937.

## Handlung
Margret Haber will sich von ihrem Ehemann Billy Haber scheiden lassen. Sein Freund Jakob überredet ihn, mit der Frau eines Teilhabers Ehebruch vorzutäuschen.

## Kritik
Laut Lexikon des internationalen Films ist der Film „[e]rheblich witzloser als der Vorgänger.“